# 스즈키 젠코 내각
스즈키 젠코 내각(일본어: 鈴木善幸内閣)은  스즈키 젠코가 제70대 내각총리대신으로 임명되어, 1980년 7월 17일부터 1981년 11월 30일까지 존재한 일본의 내각이다.

## 각료
- 내각총리대신 - 스즈키 젠코
- 법무대신 - 오쿠노 세이스케
- 외무대신 - 이토 마사요시 / 소노다 스나오(후생대신에서 인사 이동, 1981년 5월 18일 ~ )
- 대장대신 - 와타나베 미치오
- 문부대신 - 다나카 다쓰오
- 후생대신 - 사이토 구니키치 / 소노다 스나오(1980년 9월 19일 ~ 1981년 5월 18일) / 무라야마 다쓰오(1981년 5월 18일 ~ )
- 농림수산대신 - 가메오카 다카오
- 통상산업대신 - 다나카 로쿠스케
- 운수대신 - 시오카와 마사주로
- 우정대신 - 야마노우치 이치로
- 노동대신 - 후지오 마사유키
- 건설대신 - 사이토 시게요시
- 자치대신, 국가공안위원회 위원장 - 이시바 지로 / 아비코 도키치(1980년 12월 17일 ~ )
- 내각관방장관 - 미야자와 기이치
- 총리부 총무장관, 오키나와 개발청 장관 - 나카야마 다로
- 행정관리청 장관 - 나카소네 야스히로
- 홋카이도 개발청 장관, 국토청 장관 - 하라 겐자부로
- 방위청 장관 - 오무라 조지
- 경제기획청 장관 - 고모토 도시오
- 과학기술청 장관 - 나카가와 이치로
- 환경청 장관 - 구지라오카 효스케
  - 내각법제국 장관 - 쓰노다 레이지로
  - 내각관방부장관(정무) - 가와라 쓰토무
  - 내각관방부장관(사무) - 오키나 규지로
  - 총리부 총무부장관(정무) - 사토 신지
  - 총리부 총무부장관(사무) - 간노 히로오 / 가와무라 쓰구아키(1981년 1월 23일 ~ )

## 정무 차관
1980년 7월 18일에 임명됐다.
- 법무 정무 차관 - 사노 가키치
- 외무 정무 차관 - 아이치 가즈오
- 대장 정무 차관

야스오카 오키하루
아사노 히로무( ~ 1981년 5월 15일) / 후지이 히로히사(1981년 5월 19일 ~ )
- 문부 정무 차관 - 이시바시 가즈야
- 후생 정무 차관 - 오이시 센파치
- 농림 수산 정무 차관 - 시가 세쓰·노로타 호세이
- 통상 산업 정무 차관 - 노다 다케시·야마모토 도미오
- 운수 정무 차관 - 사에구사 사부로
- 우정 정무 차관 - 와타나베 고조
- 노동 정무 차관 - 후카야 다카시
- 건설 정무 차관 – 스미 에이사쿠
- 자치 정무 차관 - 기타가와 이시마쓰
- 행정 관리 정무 차관 - 호리우치 미쓰오
- 홋카이도 개발 정무 차관 - 나카무라 게이이치
- 방위 정무 차관 - 야마사키 다쿠
- 경제 기획 정무 차관 - 나카지마 겐타로
- 과학 기술 정무 차관 - 다카히라 기미토모
- 환경 정무 차관 – 후쿠시마 시게오
- 오키나와 개발 정무 차관 - 이와사키 준조
- 국토 정무 차관 - 오쓰카 유지

## 참고 문헌
- 하타 이쿠히코 편 《일본 관료제 종합 사전 : 1868 ~ 2000》(도쿄 대학 출판회, 2001년)